# سلدن (کانزاس)
سلدن (به انگلیسی: Selden) شهری در ایالت کانزاس کشور ایالات متحده آمریکا است که جمعیت آن در سرشماری سال ۲۰۱۰ میلادی، ۲۱۹ نفر بوده‌است.